# Sympherobius fallax
Sympherobius fallax är en insektsart som beskrevs av Navás 1908. Sympherobius fallax ingår i släktet Sympherobius och familjen florsländor. Inga underarter finns listade i Catalogue of Life.